# Porthaninkatu (Helsinki)
Pour les articles homonymes, voir Porthaninkatu.
La rue de Porthan (finnois : Porthaninkatu) est une rue du quartier Kallio à Helsinki  en Finlande.

## Présentation
Longue de 500 mètres, Porthaninkatu commence à l'intersection de la deuxième ligne depuis les coins de l'Arenan talo et se dirige vers le nord-est jusqu'à Torkkelinmäki.
Les immeubles résidentiels de Porthaninkatu datent en grande partie des années 1960 et du début des années 1970.
Le lycée du Kallio (Väinö Vähäkallio, 1928 et Jorma Järvi, 1957) est situé en bordure de Porthaninkatu.
La partie sud de Porthaninkatu de la deuxième ligne à la cinquième ligne est pavée et est desservie par plusieurs lignes de tramway.
La cinquième ligne  divise Porthaninkatu en deux parties différentes.
La section au nord à faible trafic, semblable à un parc, traverse le parc de Matti Helenius et le Parc d'Alli Trygg jusqu'à l'intersection d'Agricolankatu.

## Rues croisées du sud-est au nord-ouest
- Toinen linja
- Kolmas linja
- Neljäs linja
- Viides linja
- Agricolankatu

## Étymologie
La rue a reçu son nom en 1901 en mémoire de Henrik Gabriel Porthan.

## Galerie

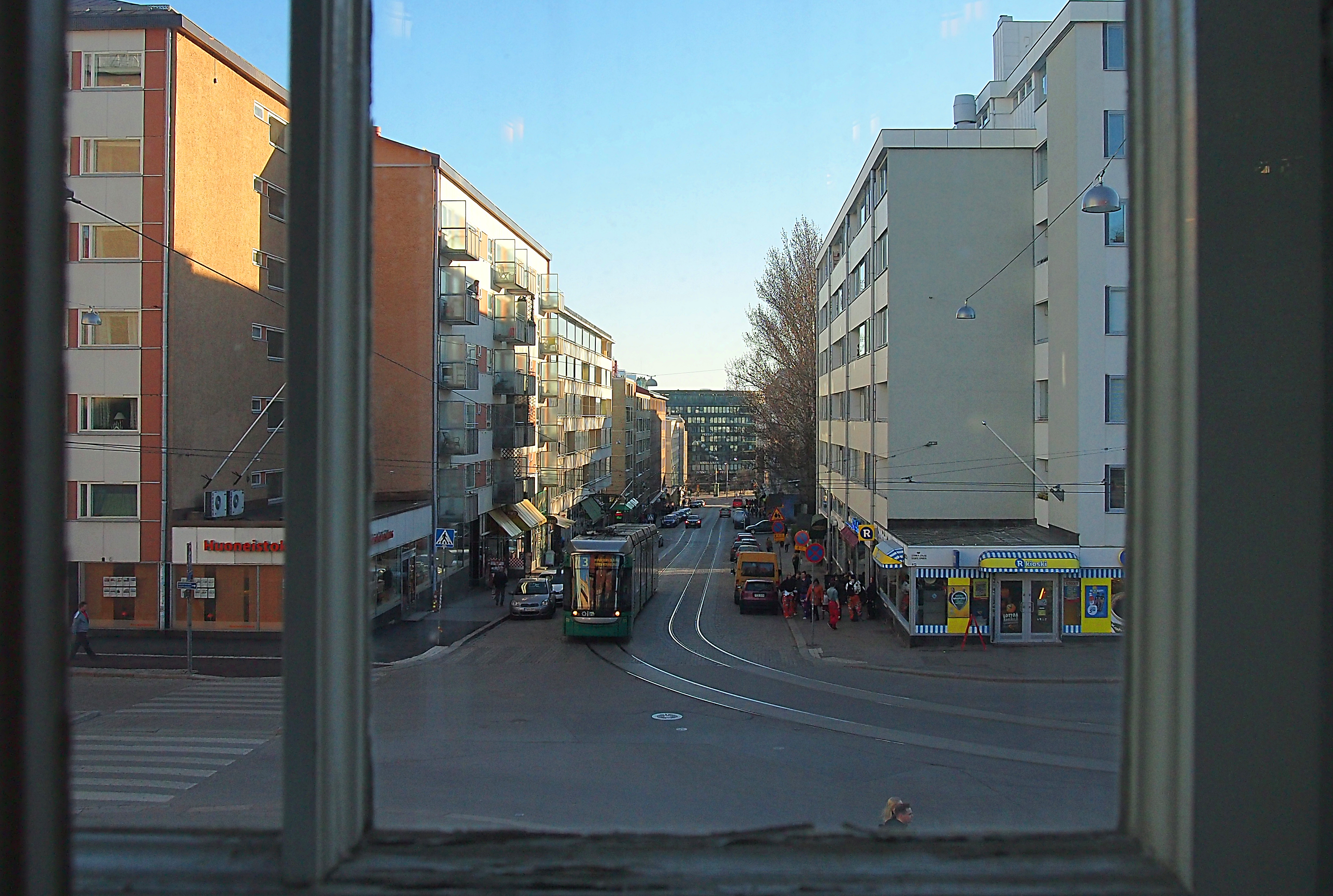
Porthaninkatu de la bibliothèque de Kallio vers le sud[4].
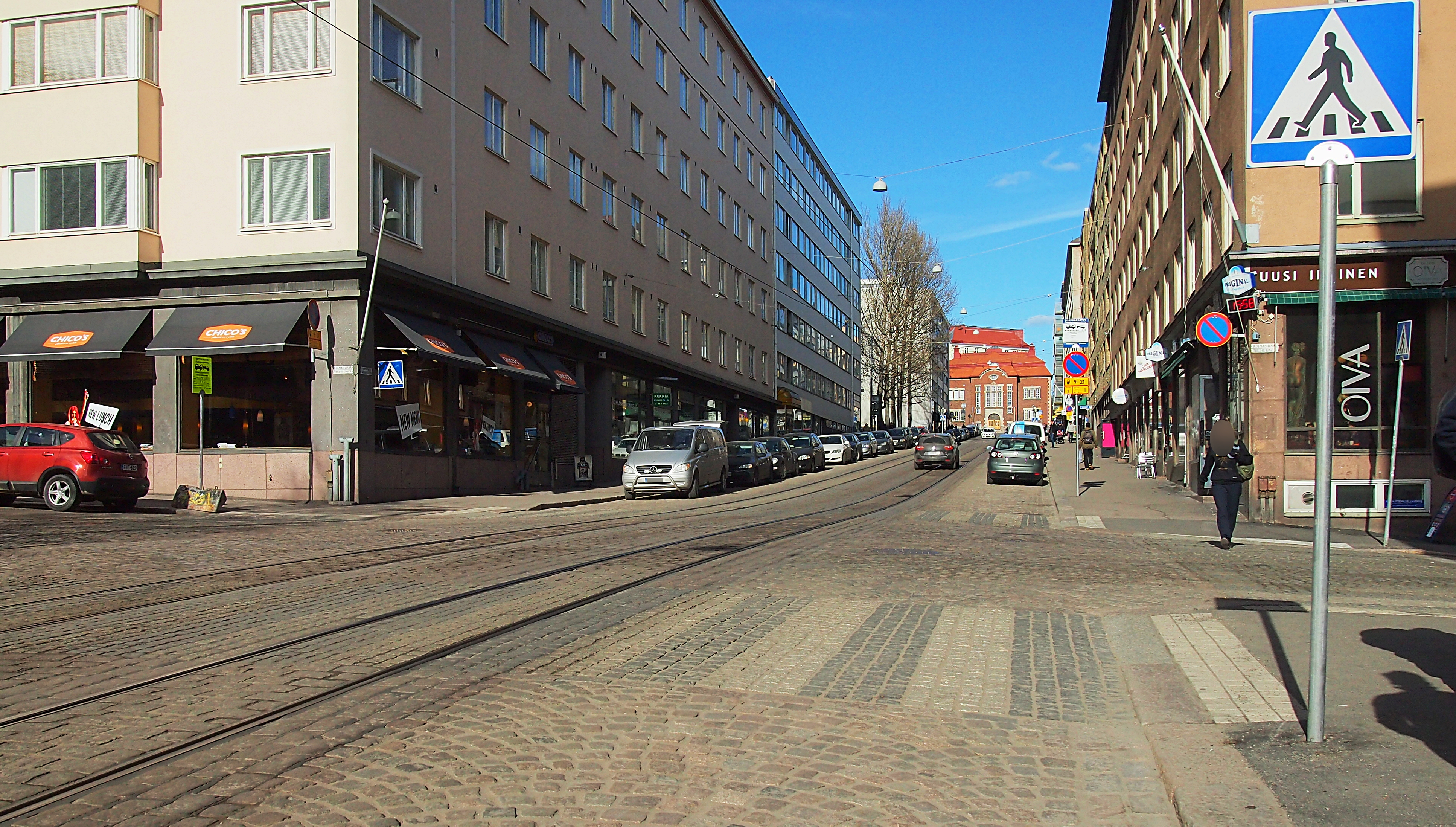
Porthaninkatu vers le nord.  Porthaninkatu continue en direction de Torkkelinmäki.
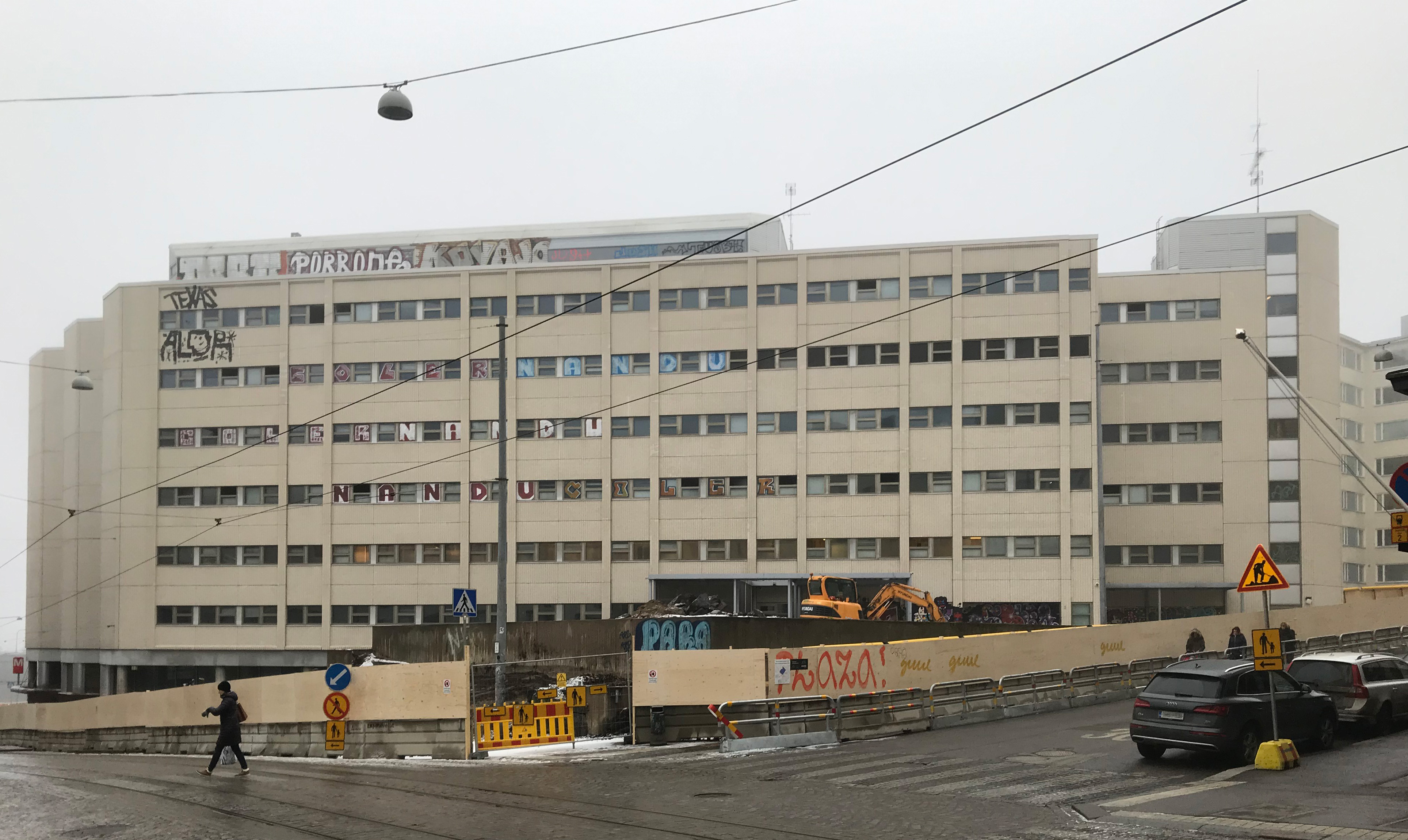
Porthaninkatu 2 - Siltasaarenkatu 13[5].